# Nhâm Tuất
Nhâm Tuất (chữ Hán: 壬戌) là kết hợp thứ 59 trong hệ thống đánh số Can Chi của người Á Đông. Nó được kết hợp từ thiên can Nhâm (Thủy dương) và địa chi Tuất (chó). Trong chu kỳ của lịch Trung Quốc, nó xuất hiện trước Quý Hợi và sau Tân Dậu.

## Các năm Nhâm Tuất
Giữa năm 1700 và 2200, những năm sau đây là năm Nhâm Tuất (lưu ý ngày được đưa ra được tính theo lịch Việt Nam, chưa được sử dụng trước năm 1967):
- 1742
- 1802
- 1862
- 1922 (28 tháng 1, 1922 – 15 tháng 2, 1923)
- 1982 (25 tháng 1, 1982 – 12 tháng 2, 1983)
- 2042 (22 tháng 1, 2042 – 9 tháng 2, 2043)
- 2102
- 2162

## Sự kiện năm Nhâm Tuất
- 2879 TCN - Kinh Dương Vương làm vua nước Xích Quỷ.
- 722 - Khởi nghĩa Mai Hắc Đế chống nhà Đường bị đàn áp.
- 1862 - Nhà Nguyễn ký Hiệp ước Nhâm Tuất trao 3 tỉnh miền Đông Nam Kỳ (Gia Định, Định Tường, Biên Hòa) cho thực dân Pháp.